# Festival de Sanremo
Pour les articles homonymes, voir San Remo.
 (juin 2018).
Si vous disposez d'ouvrages ou d'articles de référence ou si vous connaissez des sites web de qualité traitant du thème abordé ici, merci de compléter l'article en donnant les références utiles à sa vérifiabilité et en les liant à la section « Notes et références ».
Le Festival de la chanson italienne (en italien : Festival della canzone italiana), également connu sous le nom de Festival de Sanremo (Festival di Sanremo), est un festival de chansons italiennes créé en 1951, et qui a lieu chaque année au mois de février au théâtre Ariston de Sanremo sur la Riviera ligure, en Italie.
Il a notamment servi d'inspiration pour la création du Concours Eurovision de la chanson en 1956.

## Histoire
Créé en 1951 après la Seconde Guerre mondiale pour revitaliser l'économie et la réputation de la ville, le festival s'est tout d'abord tenu au Casino de Sanremo (it) jusqu'en 1977 avant d'être déplacé au théâtre Ariston où il a lieu chaque année, à l'exception de l'édition 1990 qui s'est déroulée au Palafiori, structure temporaire installée au sein du marché aux fleurs de la ville.

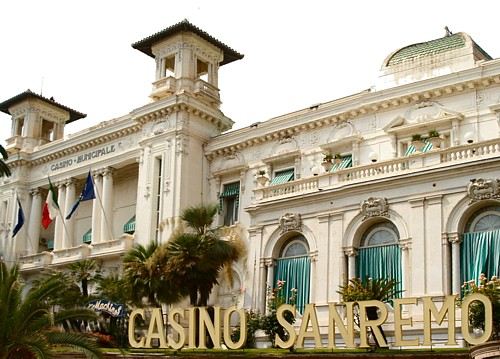
Le casino municipal de Sanremo, qui a accueilli le festival de 1951 à 1977.

Initialement non diffusé en direct, le festival arrive sur la télévision d'État à partir de 1955 puis est diffusé en Eurovision et sur les chaines de radio depuis le début des années 1960.
Élément central de la scène musicale italienne, le festival a été marqué par des succès et des polémiques depuis sa création comme le suicide du chanteur italien Luigi Tenco, compagnon de Dalida, quelques heures après son élimination du concours en 1967.
Au fil des années, le Festival de Sanremo s'impose comme l'un des programmes les plus suivis de la Rai permettant, pour l'édition de 2024, d'atteindre 66% des parts d'audience et de faire environ 60.2 millions d'euros de recettes publicitaires.

## Succès

### Succès internationaux
De nombreuses chansons présentées lors du festival sont devenues des tubes internationaux : Nel blu dipinto di blu et Piove (Ciao ciao bambina) de Domenico Modugno et Johnny Dorelli (en 1958 et 1959) puis Una lacrima sul viso de Bobby Solo et Frankie Laine (1964), Nessuno mi può giudicare de Caterina Caselli et Gene Pitney (1966) reprise par Dalida la même année sous le titre Baisse un peu la radio et par Richard Anthony en 1974 sous le titre Amoureux de ma femme, La voce del silenzio de Tony Del Monaco et Dionne Warwick (1968) reprise par Tom Jones sous le titre Silent Voices, Quando m'innamoro (1968) de Anna Identici repris avec succès par Engelbert Humperdinck sous le titre A man without love, La pioggia de Gigliola Cinquetti et France Gall (1969), Il cuore è uno zingaro de Nicola Di Bari et Nada (1971) reprise par Al Martino sous le titre The Gipsy in You, Jesahel de Delirium (1972), Sarà perché ti amo de Ricchi & Poveri (1981), Felicità de Al Bano et Romina Power (1982), L'italiano de Toto Cutugno (1983), Una storia importante de Eros Ramazzotti (1985), La solitudine de Laura Pausini (1993), Io che non vivo senza te de Pino Donaggio et Jody Miller (1965) a été reprise par Dusty Springfield puis Elvis Presley qui en firent un tube international sous le titre You Don't Have to Say You Love Me, et pour finir Zitti e buoni de Måneskin (2021).

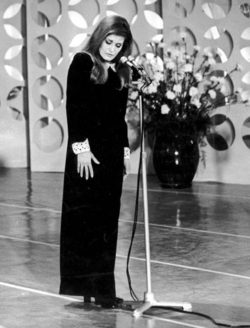
Dalida faisant la promotion du single Ciao amore, ciao au festival en 1967.

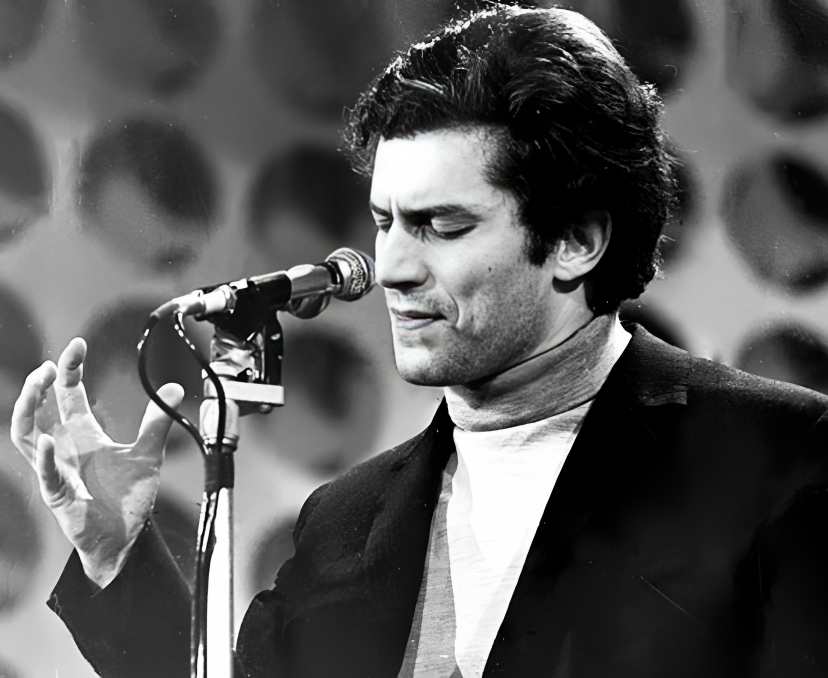
Luigi Tenco interprétant sa chanson le 26 janvier 1967 (éliminé du concours), quelques heures avant sa mort.

### Succès italiens
Maria Monti participe au festival avec la chanson Benzina e cerini interprétée par Giorgio Gaber en 1961. Grâce à cette musique ils reçoivent un disque d'or en 1964.

## Lauréats
Chaque année, il est proposé au gagnant du Festival de représenter l'Italie au Concours Eurovision de la chanson. En cas de refus, la Rai fait son choix parmi les autres participants au festival.
- Participation à l'Eurovision

| Année | Artiste                                        | Chanson                         |
| ----- | ---------------------------------------------- | ------------------------------- |
| 1951  | Nilla Pizzi                                    | Grazie dei fiori                |
| 1952  | Nilla Pizzi                                    | Vola colomba                    |
| 1953  | Carla Boni & Flo Sandon's                      | Viale d'autunno                 |
| 1954  | Giorgio Consolini & Gino Latilla               | Tutte le mamme                  |
| 1955  | Claudio Villa & Tullio Pane                    | Buongiorno tristezza            |
| 1956  | Franca Raimondi                                | Aprite le finestre              |
| 1957  | Claudio Villa & Nunzio Gallo                   | Corde della mia chitarra        |
| 1958  | Domenico Modugno & Johnny Dorelli              | Nel blu dipinto di blu          |
| 1959  | Domenico Modugno & Johnny Dorelli              | Piove (Ciao ciao bambina)       |
| 1960  | Tony Dallara & Renato Rascel                   | Romantica                       |
| 1961  | Betty Curtis & Luciano Tajoli                  | Al di là                        |
| 1962  | Domenico Modugno & Claudio Villa               | Addio addio                     |
| 1963  | Tony Renis & Emilio Pericoli                   | Uno per tutte                   |
| 1964  | Gigliola Cinquetti & Patricia Carli            | Non ho l'età                    |
| 1965  | Bobby Solo & New Christy Minstrels             | Se piangi, se ridi              |
| 1966  | Domenico Modugno & Gigliola Cinquetti          | Dio come ti amo                 |
| 1967  | Claudio Villa & Iva Zanicchi                   | Non pensare a me                |
| 1968  | Sergio Endrigo & Roberto Carlos                | Canzone per te                  |
| 1969  | Bobby Solo & Iva Zanicchi                      | Zingara                         |
| 1970  | Adriano Celentano & Claudia Mori               | Chi non lavora non fa l'amore   |
| 1971  | Nada & Nicola Di Bari                          | Il cuore è uno zingaro          |
| 1972  | Nicola Di Bari                                 | I giorni dell'arcobaleno        |
| 1973  | Peppino di Capri                               | Un grande amore e niente più    |
| 1974  | Iva Zanicchi                                   | Ciao cara, come stai?           |
| 1975  | Gilda                                          | Ragazza del sud                 |
| 1976  | Peppino di Capri                               | Non lo faccio più               |
| 1977  | Homo Sapiens                                   | Bella da morire                 |
| 1978  | Matia Bazar                                    | ...E dirsi ciao!                |
| 1979  | Mino Vergnaghi                                 | Amare                           |
| 1980  | Toto Cutugno                                   | Solo noi                        |
| 1981  | Alice                                          | Per Elisa                       |
| 1982  | Riccardo Fogli                                 | Storie di tutti i giorni        |
| 1983  | Tiziana Rivale                                 | Sarà quel che sarà              |
| 1984  | Al Bano & Romina Power                         | Ci sarà                         |
| 1985  | Ricchi e Poveri                                | Se m'innamoro                   |
| 1986  | Eros Ramazzotti                                | Adesso tu                       |
| 1987  | Gianni Morandi, Umberto Tozzi & Enrico Ruggeri | Si può dare di più              |
| 1988  | Massimo Ranieri                                | Perdere l'amore                 |
| 1989  | Anna Oxa & Fausto Leali                        | Ti lascerò                      |
| 1990  | Pooh & Dee Dee Bridgewater                     | Uomini soli                     |
| 1991  | Richard Cocciante & Sarah Jane Morris          | Se stiamo insieme               |
| 1992  | Luca Barbarossa                                | Portami a ballare               |
| 1993  | Enrico Ruggeri                                 | Mistero                         |
| 1994  | Aleandro Baldi                                 | Passerà                         |
| 1995  | Giorgia                                        | Come saprei                     |
| 1996  | Ron & Tosca                                    | Vorrei incontrarti fra 100 anni |
| 1997  | Jalisse                                        | Fiumi di parole                 |
| 1998  | Annalisa Minetti                               | Senza te o con te               |
| 1999  | Anna Oxa                                       | Senza pietà                     |
| 2000  | Piccola Orchestra Avion Travel                 | Sentimento                      |
| 2001  | Elisa                                          | Luce (Tramonti a nord est)      |
| 2002  | Matia Bazar                                    | Messaggio d'amore               |
| 2003  | Alexia                                         | Per dire di no                  |
| 2004  | Marco Masini                                   | L'uomo volante                  |
| 2005  | Francesco Renga                                | Angelo                          |
| 2006  | Povia                                          | Vorrei avere il becco           |
| 2007  | Simone Cristicchi                              | Ti regalerò una rosa            |
| 2008  | Giò Di Tonno & Lola Ponce                      | Colpo di fulmine                |
| 2009  | Marco Carta                                    | La forza mia                    |
| 2010  | Valerio Scanu                                  | Per tutte le volte che          |
| 2011  | Roberto Vecchioni                              | Chiamami ancora amore           |
| 2012  | Emma Marrone                                   | Non è l'inferno                 |
| 2013  | Marco Mengoni                                  | L'essenziale                    |
| 2014  | Arisa                                          | Controvento                     |
| 2015  | Il Volo                                        | Grande amore                    |
| 2016  | Stadio                                         | Un giorno mi dirai              |
| 2017  | Francesco Gabbani                              | Occidentali's Karma             |
| 2018  | Ermal Meta & Fabrizio Moro                     | Non mi avete fatto niente       |
| 2019  | Mahmood                                        | Soldi                           |
| 2020  | Diodato                                        | Fai rumore                      |
| 2021  | Måneskin                                       | Zitti e buoni                   |
| 2022  | Mahmood & Blanco                               | Brividi                         |
| 2023  | Marco Mengoni                                  | Due vite                        |
| 2024  | Angelina Mango                                 | La noia                         |
| 2025  | Olly                                           | Balorda nostalgia               |

### GagnantsNuove Proposte
Certaines années, une partie des participants à cette catégorie sont sélectionnés lors de l'émission Sanremo Giovani se tenant généralement en fin d'année précédente. À partir de 1998, le concours Area Sanremo joue également un rôle de sélection partielle pour la section Nuove Proposte.

En 2019, ainsi entre 2022 et 2024, la catégorie est supprimée.
- Participation à l'Eurovision

| Année | Artiste                           | Chanson                   |
| ----- | --------------------------------- | ------------------------- |
| 1984  | Eros Ramazzotti                   | Terra promessa            |
| 1985  | Cinzia Corrado                    | Niente di più             |
| 1986  | Lena Biolcati                     | Grande grande amore       |
| 1987  | Michele Zarrillo                  | La notte dei pensieri     |
| 1988  | Future                            | Canta con noi             |
| 1989  | Mietta                            | Canzoni                   |
| 1990  | Marco Masini                      | Disperato                 |
| 1991  | Paolo Vallesi                     | Le persone inutili        |
| 1992  | Aleandro Baldi e Francesca Alotta | Non amarmi                |
| 1993  | Laura Pausini                     | La solitudine             |
| 1994  | Andrea Bocelli                    | Il mare calmo della sera  |
| 1995  | Neri per Caso                     | Le ragazze                |
| 1996  | Syria                             | Non ci sto                |
| 1997  | Paola & Chiara                    | Amici come prima          |
| 1998  | Annalisa Minetti                  | Senza te o con te         |
| 1999  | Alex Britti                       | Oggi sono io              |
| 2000  | Jenny B                           | Semplice sai              |
| 2001  | Gazosa                            | Stai con me (Forever)     |
| 2002  | Anna Tatangelo                    | Doppiamente fragili       |
| 2003  | Dolcenera                         | Siamo tutti là fuori      |
| 2005  | Laura Bono                        | Non credo nei miracoli    |
| 2006  | Riccardo Maffoni                  | Sole negli occhi          |
| 2007  | Fabrizio Moro                     | Pensa                     |
| 2008  | Sonohra                           | L'amore                   |
| 2009  | Arisa                             | Sincerità                 |
| 2010  | Tony Maiello                      | Il linguaggio della resa  |
| 2011  | Raphael Gualazzi                  | Follia d'amore            |
| 2012  | Alessandro Casillo                | È vero (che ci sei)       |
| 2013  | Antonio Maggio                    | Mi piacerebbe sapere      |
| 2014  | Rocco Hunt                        | Nu juorno buono           |
| 2015  | Giovanni Caccamo                  | Ritornerò da te           |
| 2016  | Francesco Gabbani                 | Amen                      |
| 2017  | Lele                              | Ora mai                   |
| 2018  | Ultimo                            | Il ballo delle incertezze |
| 2020  | Leo Gassmann                      | Vai bene così             |
| 2021  | Gaudiano                          | Polvere da sparo          |
| 2025  | Settembre                         | Vertebre                  |